# Hakbagge
Hakbagge (Rhysodes sulcatus) är en skalbaggsart som först beskrevs av Fabricius 1787.  Hakbagge ingår i släktet Rhysodes och familjen hakbaggar. Enligt den svenska rödlistan är arten nationellt utdöd i Sverige. . Arten har tidigare förekommit i Götaland men är numera lokalt utdöd. Artens livsmiljö är skogslandskap. Inga underarter finns listade i Catalogue of Life.

## Bildgalleri

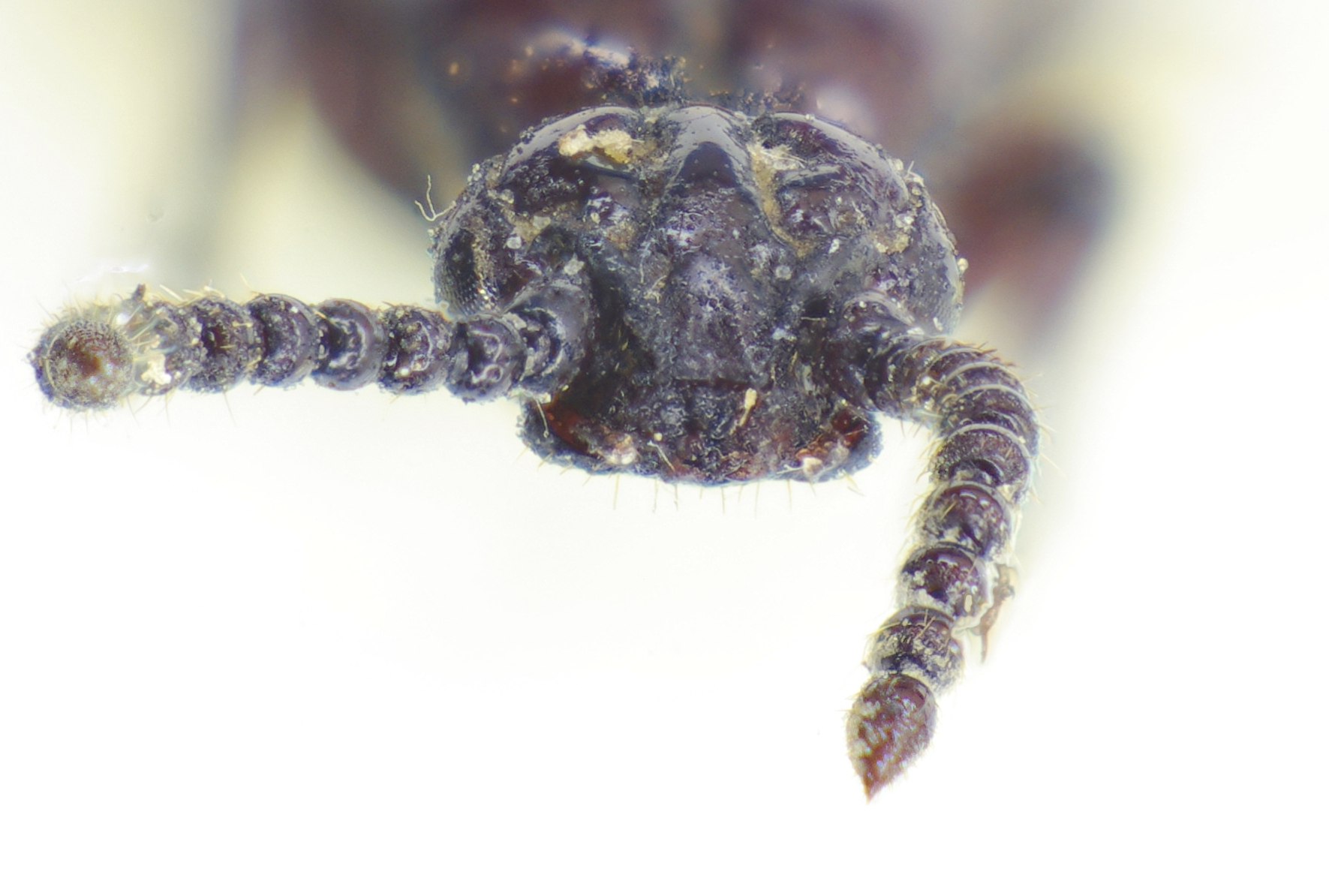
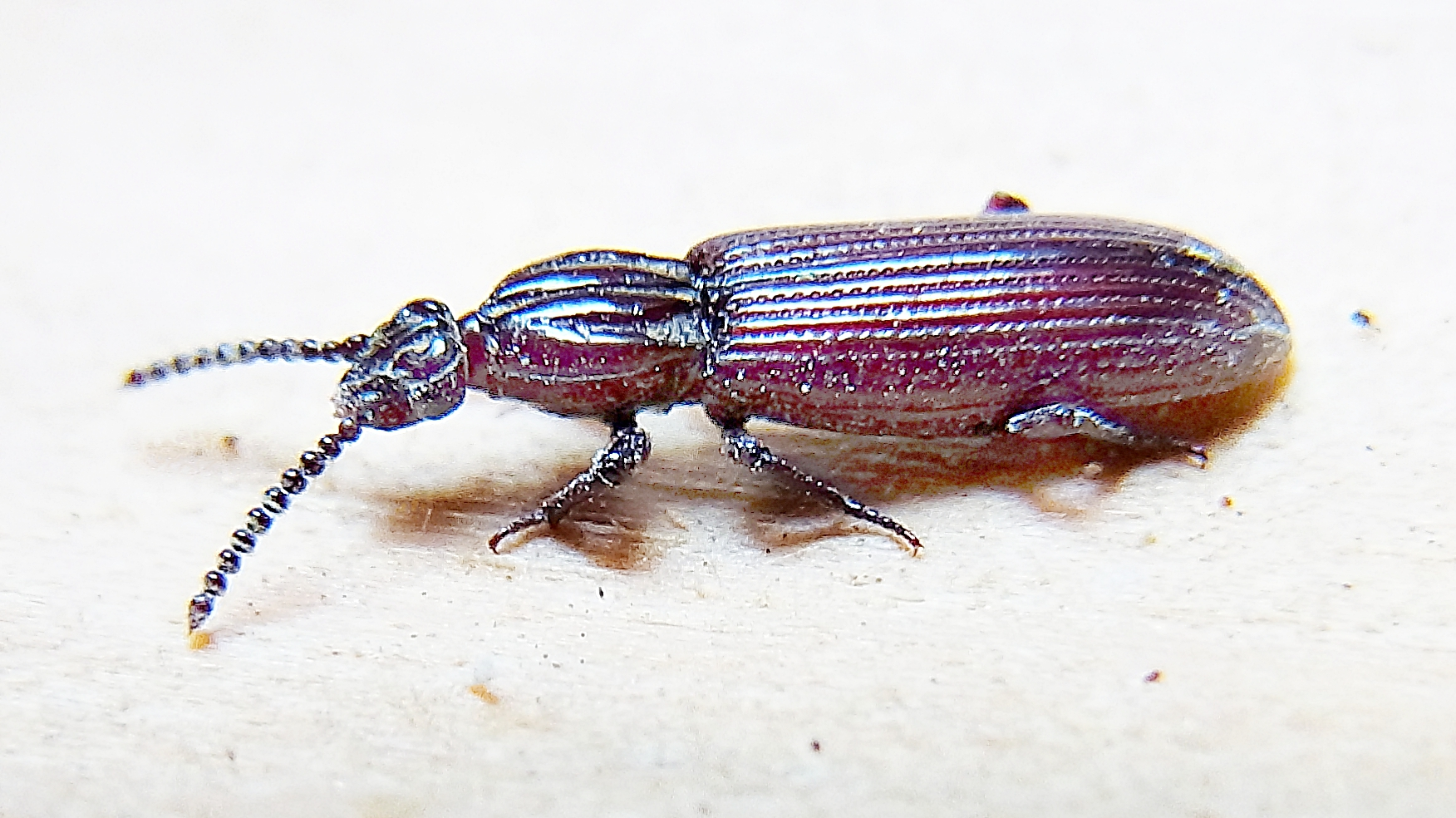
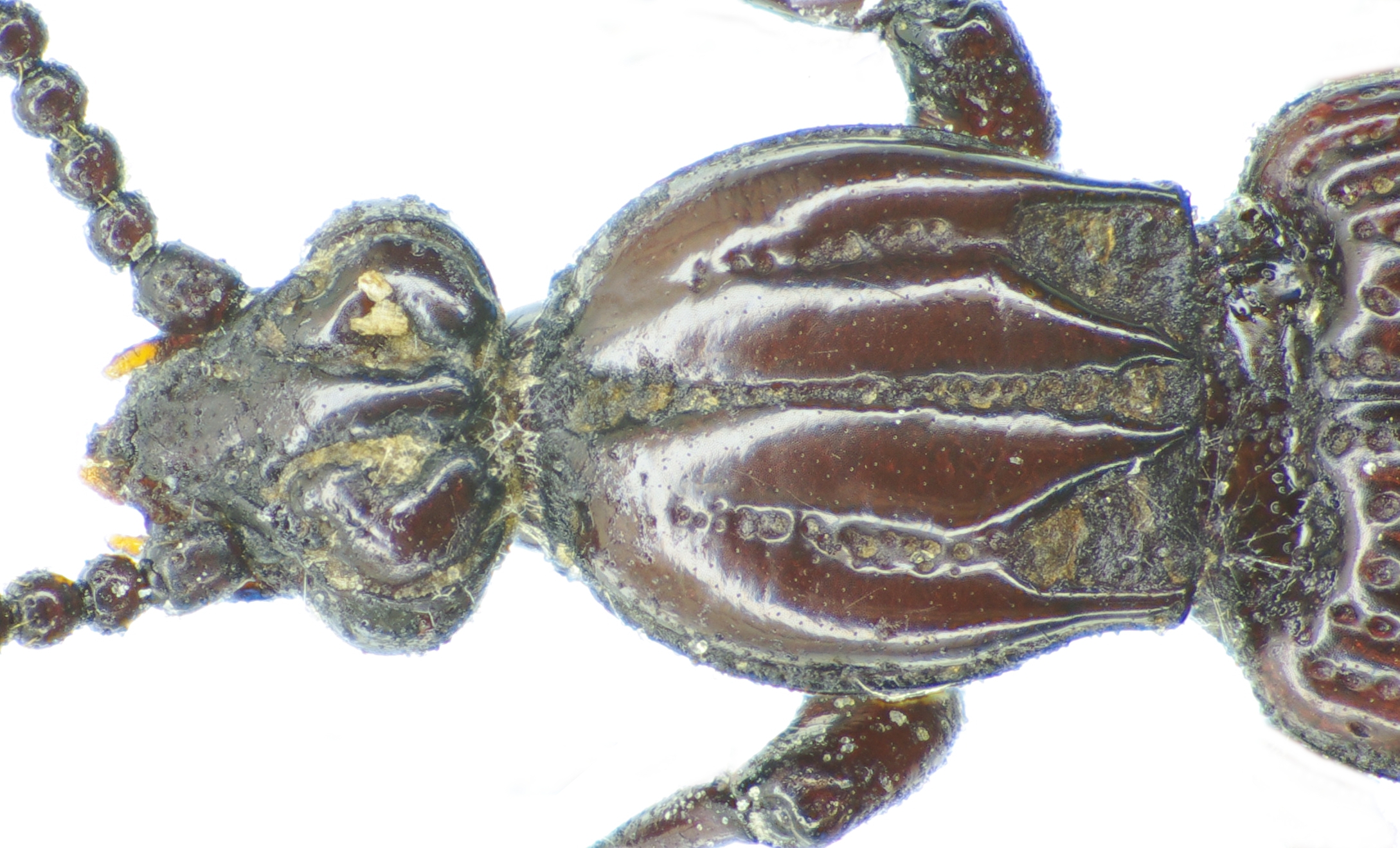
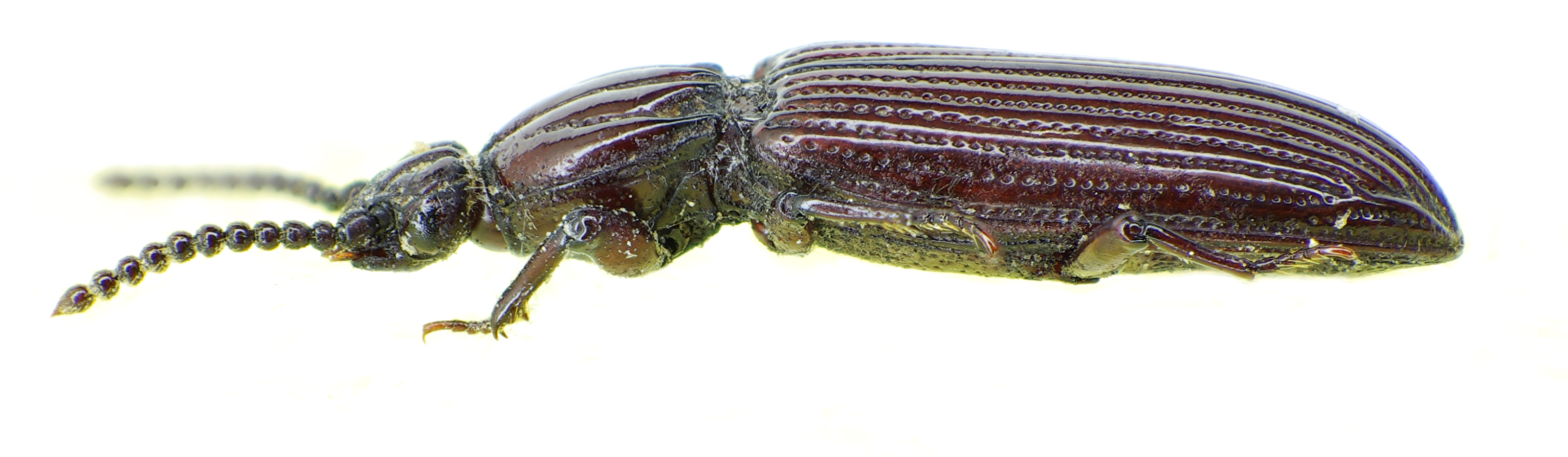
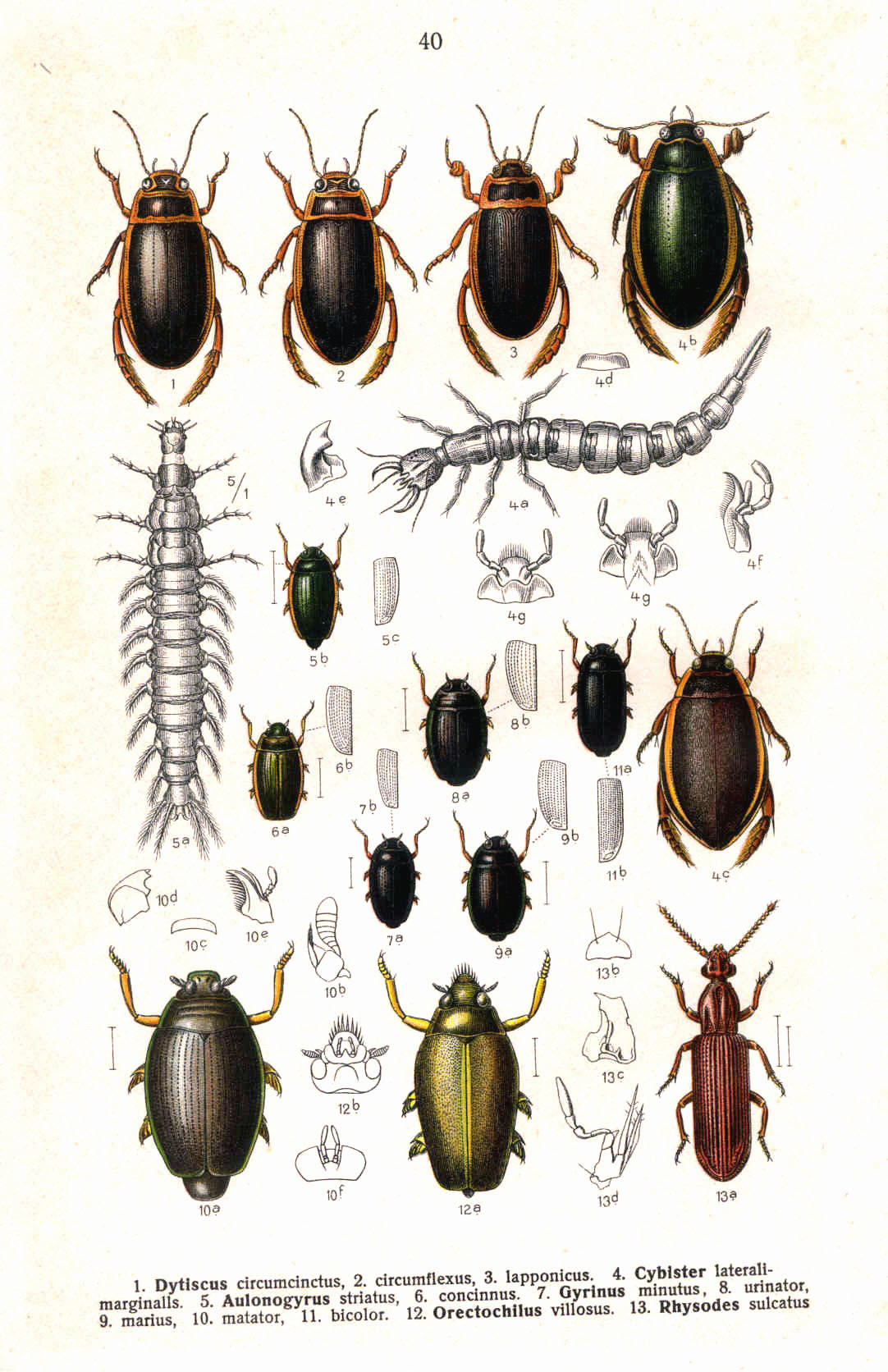
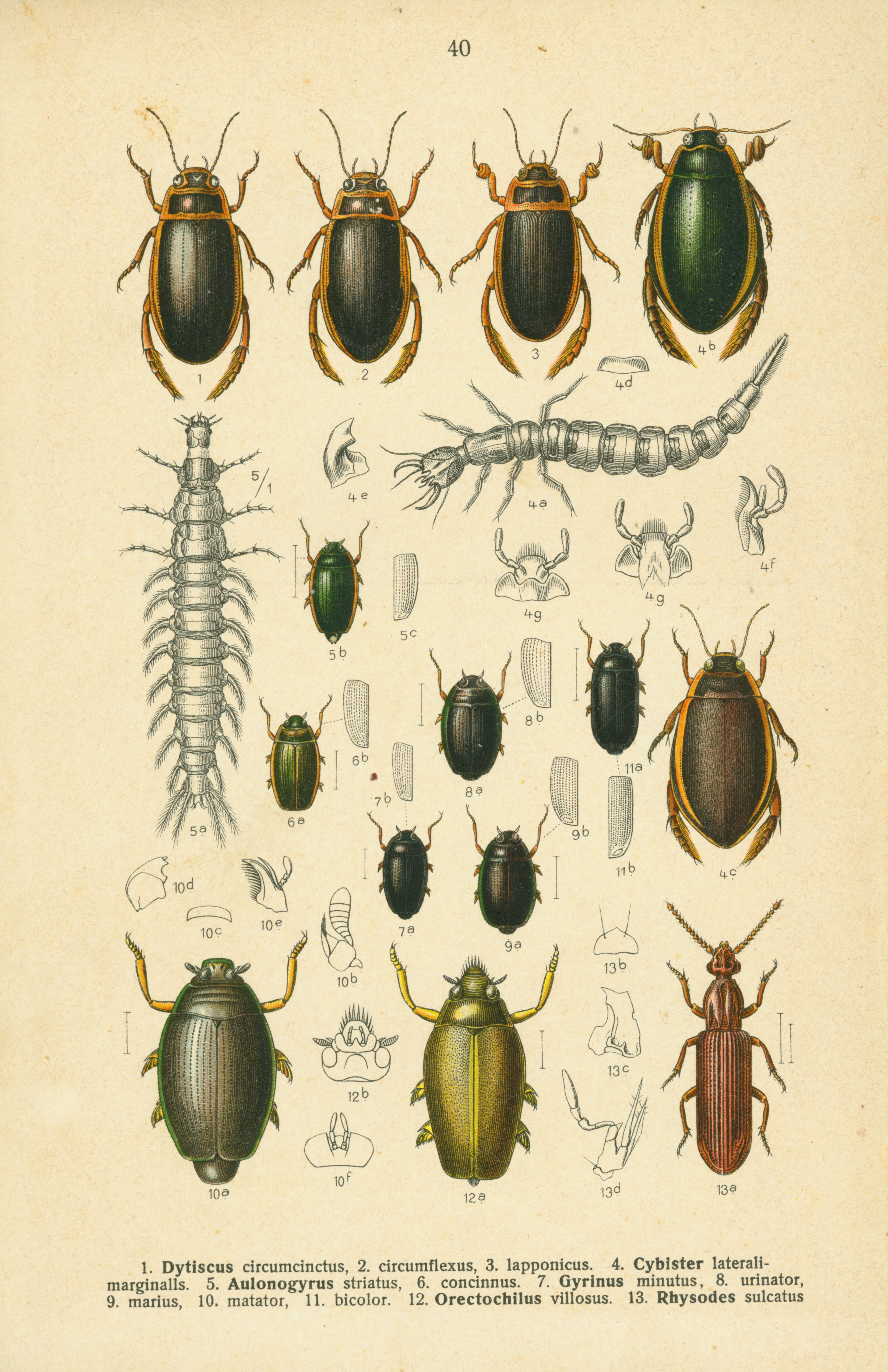